# Frades (A Coruña)
Frades ist eine spanische Gemeinde in der Autonomen Gemeinschaft Galicien. Frades ist auch eine Stadt und eine Parroquia sowie der Verwaltungssitz der gleichnamigen Gemeinde. Die 2.163 Einwohner (Stand: 2024), leben auf einer Fläche von 81,56 km², 60 km von der Provinzhauptstadt A Coruña entfernt.

## Bevölkerungsentwicklung der Gemeinde
Quelle: INE-Archiv – grafische Aufarbeitung für Wikipedia

## Gemeindegliederung
Die Gemeinde Frades ist in zwölf Parroquias gegliedert:
| Parroquias | Patrozinium  | Einwohner 2024 | Fläche km² | Dichte Einw./km² | Höhe msnm | Ortskennzahl |
| ---------- | ------------ | -------------- | ---------- | ---------------- | --------- | ------------ |
| Abellá     | Santo Estevo | 417            | 10,80      | 39               | 0         | 15038010000  |
| Aiazo      | San Pedro    | 148            | 4,91       | 30               | 0         | 15038030000  |
| Añá        | Santa María  | 131            | 6,30       | 21               | 0         | 15038020000  |
| Céltigos   | San Xulián   | 100            | 4,13       | 24               | 0         | 15038040000  |
| Frades     | San Martiño  | 95             | 5,48       | 17               | 336       | 15038050000  |
| Gafoi      | Santa Mariña | 291            | 4,28       | 68               | 0         | 15038060000  |
| Galegos    | San Martiño  | 207            | 7,34       | 28               | 0         | 15038070000  |
| Ledoira    | San Martiño  | 142            | 5,13       | 28               | 0         | 15038080000  |
| Mesos      | San Salvador | 71             | 5,25       | 14               | 0         | 15038090000  |
| Moar       | Santaia      | 244            | 9,29       | 26               | 316       | 15038100000  |
| Papucín    | Santa María  | 259            | 10,93      | 24               | 0         | 15038110000  |
| Vitre      | San Xoán     | 141            | 7,98       | 18               | 395       | 15038120000  |

## Wirtschaft
| Ackerbau, Viehzucht und Fischerei                                                  | 271 | 029,36 |
| Industrie                                                                          | 142 | 015,38 |
| Bauwirtschaft                                                                      | 077 | 08,34  |
| Dienstleistungsbetriebe                                                            | 433 | 046,91 |
| Total                                                                              | 923 | 100,00 |
| * Daten aus dem Statistischen Amt für Wirtschaftliche Entwicklung in Galicien, IGE |     |        |

## Sehenswürdigkeiten
- Pfarrkirchen der Parroquias bieten einen Einblick in die religiöse Architektur der Region
- Museo Etnográfico de Frades, das Heimatmuseum der Region.